# Салі Рут Рамлер
Салі Рут Рамлер (англ. Sali Ruth Ramler; 10 листопада 1894, Коломия — 26 листопада 1993, Массачусетс) — американська та чеська математикиня єврейського походження.

## Життєпис
Салі Рут Рамлер народилася 10 листопада 1894 року в Коломиї в єврейській родині. Її батьком був Гершон Рамлер (1863—1930), єврейський купець з Коломиї, а матір'ю була Франциска Рамлер (1860, уроджена Розенблатт), яка походила з єврейської підприємницької родини із Садгори. У Салі було п'ятеро старших братів і сестер. Вся родина сповідувала єврейську віру. У 1897 році Рамлери переїхали до Праги.
Салі Рамлер спочатку навчалася в Німецькій жіночій гімназії на празьких Королівських Виноградах, яку вона також закінчила (з відмінними оцінками) 7 липня 1914 року (за 21 день до початку Першої світової війни). Згодом вона вивчала математику та фізику на філософському факультеті Німецького університету в Празі (з 1914 по 1918 рік), але її інтереси були набагато ширшими (сучасні мови, історія, філософія, спорт та сучасний танець).
У 1919 році захистила дисертацію про аксіоми афінної геометрії, якою керували Герхард Ковалевський та Георг Александер Пік, таким чином, ставши першою жінкою, яка отримала ступінь доктора філософії з математики в Карловому університеті.
Салі Рамлер склала іспит на отримання кваліфікації вчителя з математики та фізики в Німецькому університеті в Празі (між 1920 і 1921 роками). Таким чином, вона отримала дозвіл викладати в середніх школах, де мовою навчання була німецька. Невдовзі після цього Салі Рамлер працювала професоркою математики та фізики в середній школі в Німецькому жіночому ліцеї в Празі II. У липні 1921 року вона взяла участь у гімназійному курсі в Німеччині. У вересні 1921 року вона відвідала Конгрес німецьких математиків у Єні. У березні 1922 року Салі Рамлер здійснила навчальну поїздку до Люксембургу, а в січні 1923 року — навчальну поїздку до Німеччини.
Вона вийшла заміж за голландського математика та історика математики Дірка Яна Струїка у 1923 році. Між 1924 і 1926 роками пара подорожувала Європою та зустрічалася з багатьма видатними математиками, користуючись стипендією Рокфеллера Дірка Струїка. У 1926 році вони емігрували до Сполучених Штатів, і Дірк Струїк прийняв посаду в Массачусетському технологічному інституті.
Через п'ятдесят вісім років (у 1977 році) після завершення навчання (у 1919 році) Салі Рут Струїк опублікувала статтю німецькою мовою під назвою «Flächengleichheit und Cavalierische Gleichheit von Dreiecken» (пер. — Рівність поверхонь та кавалерівська рівність трикутників).
Салі Рамлер Струїк померла 26 листопада 1993 року в Массачусетсі у віці 99 років.